# 何仙姑
何仙姑（？—？），原名何瓊，據傳是盛唐時永州零陵人，一說廣州增城人。道教八仙之一，原型為一個容貌非凡的美女，經常手持荷花。其身世有多種說法，最早可見於戴孚《廣異記·何二娘》，《太平廣記》卷六二引《廣異記》，稱廣州有何二娘，以织鞋子为业。在流传比较多的傳說中，何仙姑是何氏之女，十三歲時入山採茶，巧遇仙人（或指呂洞賓）收為女弟子，賜仙桃或仙棗、雲母粉，食之成仙。在各类传说中，何仙姑兼具仙女、道姑和女巫三重身份。何仙姑祠庙碑记中记载，万历年间两广总督刘继文平乱时向何仙姑问卦求籤，得籤“用兵勇往是良图，惧敌全身岂令谋，将相协心同赞事，何愁山寇不消除”，刘继文照此而行果然大胜。

## 故事

### 仙女说
在《仙佛奇蹤》中，何仙姑是廣州增城何泰之女，十六歲時夢見仙人教自己吃雲母粉，可以長生不死。她照指示吃雲母粉，發誓不嫁，經常來往山谷之中，健步如飛，後逐漸不吃五谷。武則天曾召她進宮面聖，入京途中失蹤，據稱白日升仙。天寶九年，出現在麻姑壇內，站立在五朵雲中；其後，又在廣州小石樓出現等。

### 道姑说
在道家典籍《吕祖志》中吕洞宾所度乃「赵仙姑」，因她手持荷花，谐音为“何”。《古今图书集成》中亦載“吾道成以来，所度者何仙姑、郭上灶”之語。

### 女巫说
宋朝曾敏行的《獨醒雜誌》記載，狄青征討南儂時路過永州，聽說何仙姑能預知吉凶，便特地去詢問戰爭的結果。何仙姑說：“公不必見賊，賊敗且走。”狄青不信。後來宋軍與儂智高交戰，不到幾回合，儂智高戰敗並逃入大理國。
此外，關於何仙姑的籍貫，也有安徽省安慶，福建省武平縣的説法.( 資料來源：<香港文匯網：何有所聞：何仙姑何許人 >(2 006年4月15日 ))

## 纪念地
广东省廣州市增城區有多处何仙姑庙，较著名的有小楼何仙姑家庙、正果何屋何仙姑祠、凤凰山仙姑庙。

### 何仙姑家庙

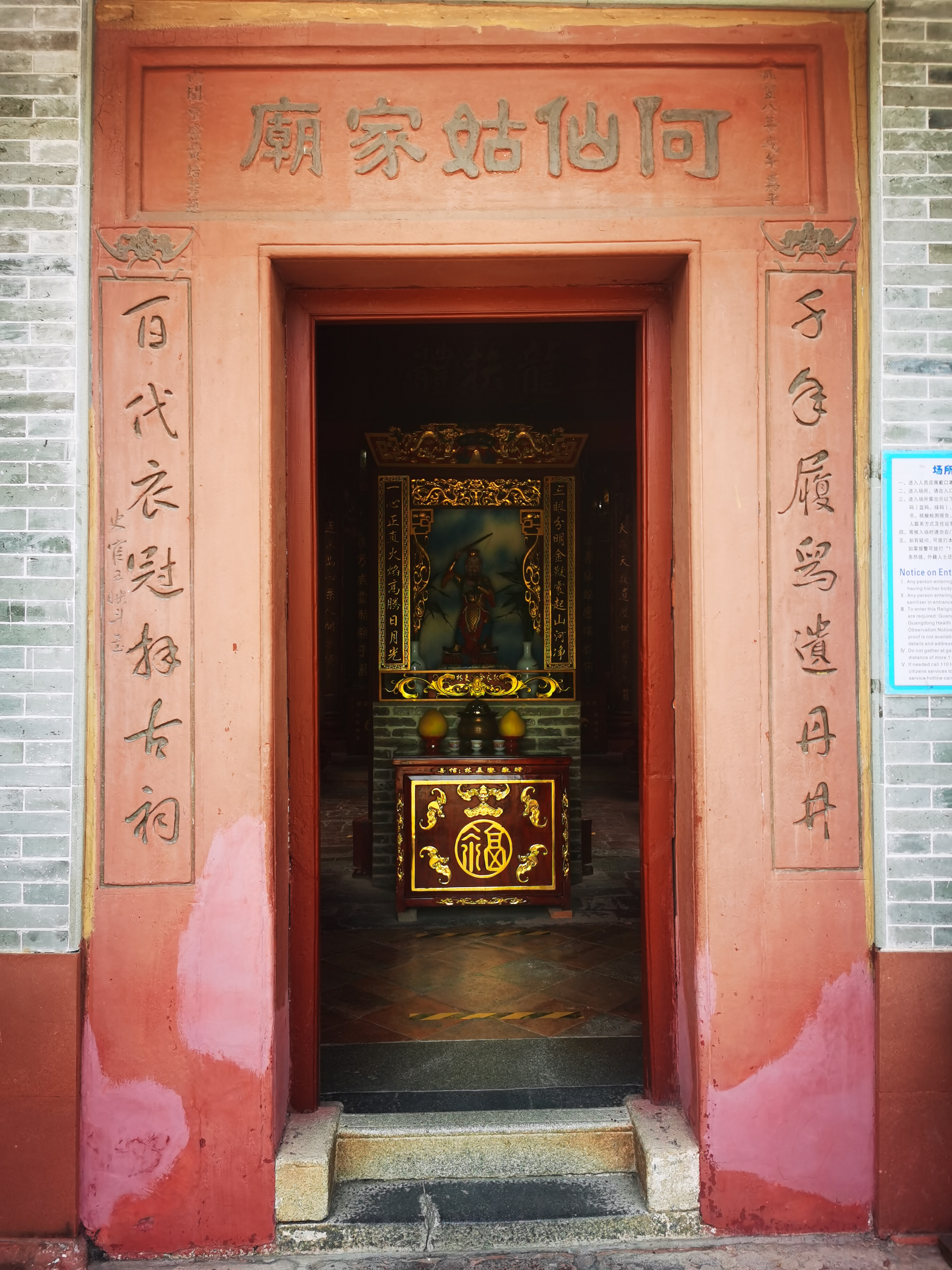
位于广州增城小楼的何仙姑家庙

家庙位于荔城的小楼仙源，始建于唐朝，明清两代都有过大规模的修缮。每年三月初七仙姑诞、八月初八仙姑得道日，信众都会举行大规模的纪念活动，场面十分壮观。现在的何仙姑家庙是增城市重点文物保护单位，也是当地八景之一。

### 新加坡仙姑殿
仙姑殿成立于“壬申年”，位於新加坡东部，主要供奉八仙即主神“何仙姑”。相传殿内住着活女仙何仙姑，仙姑殿成立之日便是仙姑下凡的日子。八仙何仙姑得道日为农历八月初八日，每逢庆典，殿内更是人山人海。

## 影視作品

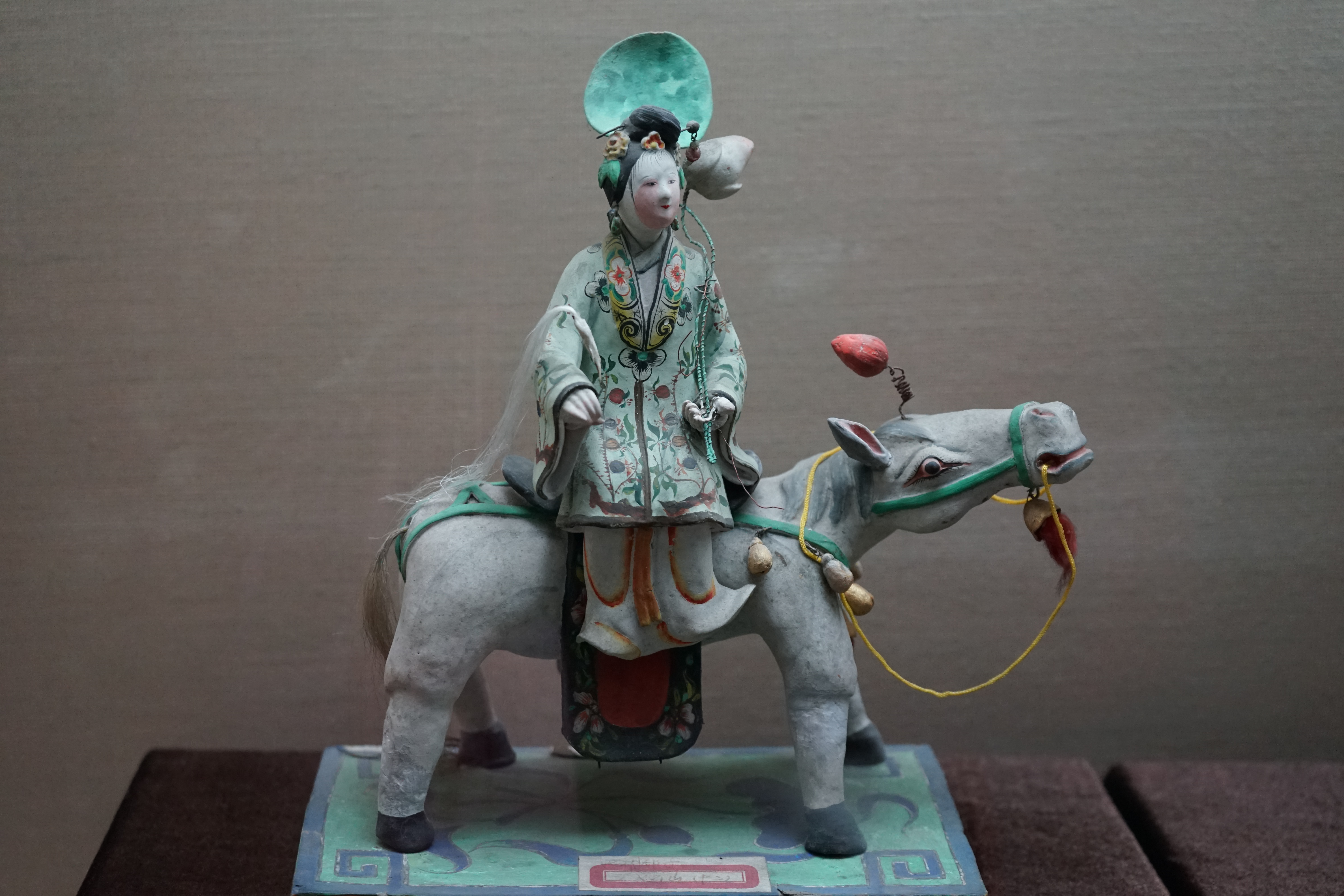
惠山泥人《何仙姑》，无锡博物院藏

### 电视剧
| 年份   | 剧名               | 饰演者 | 备注             |
| ------ | ------------------ | ------ | ---------------- |
| 1985年 | 八仙过海           | 阮佩珍 | 香港版ATV電視劇  |
| 1985年 | 杨家将             | 鄭裕玲 | 香港版TVB電視劇  |
| 1992年 | 何仙姑             | 慕鈺華 | 台灣版台視電視劇 |
| 1996年 | 西游记             | 黃鳳瓊 | 香港版TVB電視劇  |
| 1998年 | 西遊記（貳）       | 黃鳳瓊 | 香港版TVB電視劇  |
| 1998年 | 东游记             | 鄭秀珍 | 新加坡版電視劇   |
| 1998年 | 李鐵拐             | 李蕙瑛 | 台灣版台視電視劇 |
| 2002年 | 笑八仙之素女的故事 | 楊若兮 |                  |
| 2003年 | 藍色水玲瓏         | 羽庭   | 民視單元劇       |
| 2006年 | 八仙传奇           | 許秀年 |                  |
| 2008年 | 八仙全传           | 康華   |                  |
| 2011年 | 碧波仙子           | 孙菲菲 |                  |
| 2014年 | 劍俠               | 蔡雅同 |                  |
| 2017年 | 財神駕到           | 邵珮詩 | 香港版TVB電視劇  |
| 2018年 | 小戏骨：八仙过海   | 王亭文 |                  |
| 待播出 | 蓬萊八仙           | 駱文博 |                  |

### 电影
| 年份   | 片名               | 饰演者 | 备注                 |
| ------ | ------------------ | ------ | -------------------- |
| 1949年 | 吕洞宾三戏白牡丹   | 林家仪 | 林川执导香港电影     |
| 1957年 | 八仙闹江南         | 郑碧影 | 赵树燊执导香港电影   |
| 1957年 | 六渡何仙姑         | 吴君丽 | 冯志刚执导香港电影   |
| 1958年 | 何仙姑             | 江帆   | 袁秋枫执导香港电影   |
| 1963年 | 八仙闹东海         | 林凤   | 罗志雄执导香港电影   |
| 1965年 | 真假猴王斗八仙     | 贾醉凤 | 陈焯生执导香港电影   |
| 1971年 | 八仙渡海扫妖魔     | 陈莎莉 | 陈洪民执导台湾电影   |
| 1976年 | 八仙过海           | 王君惠 | 大陆版戏剧电影       |
| 1985年 | 八仙的传说         | 田曉梅 | 赵焕章执导大陆版电影 |
| 1991年 | 何仙姑传奇         | 梅长芬 | 林政勋执导台湾电影   |
| 1993年 | 笑八仙             | 关之琳 | 蒋育臻执导香港电影   |
| 2016年 | 仙班校园           | 姜萌轩 | 网络电影             |
| 2016年 | 仙班校园2          | 梁宝羚 | 网络电影             |
| 2017年 | 八仙后传之国舅探亲 | 田乐   | 网络电影             |
| 2017年 | 八仙归位           | 覃炜   | 网络电影             |
| 2017年 | 笑八仙前传之驯妖记 | 赵智芳 | 网络电影             |
| 2019年 | 何仙姑修仙记       | 赵一默 | 网络电影             |
| 2020年 | 八仙传之曹国舅鸣冤 | 王溪鹭 | 网络电影             |